# 韋切什
韋切什（匈牙利語：Vecsés，發音：[ˈvɛt͡ʃeːʃ]）是匈牙利佩斯州的城鎮，位於該國中部，毗鄰首都布達佩斯，面積36.17平方公里，2011年人口20,879，其中約一半居民信奉天主教。

## 外部連結
- Street map （页面存档备份，存于） （匈牙利文）